# 小奧厄河
48°48′57″N 13°22′10″E / 48.81583°N 13.36944°E

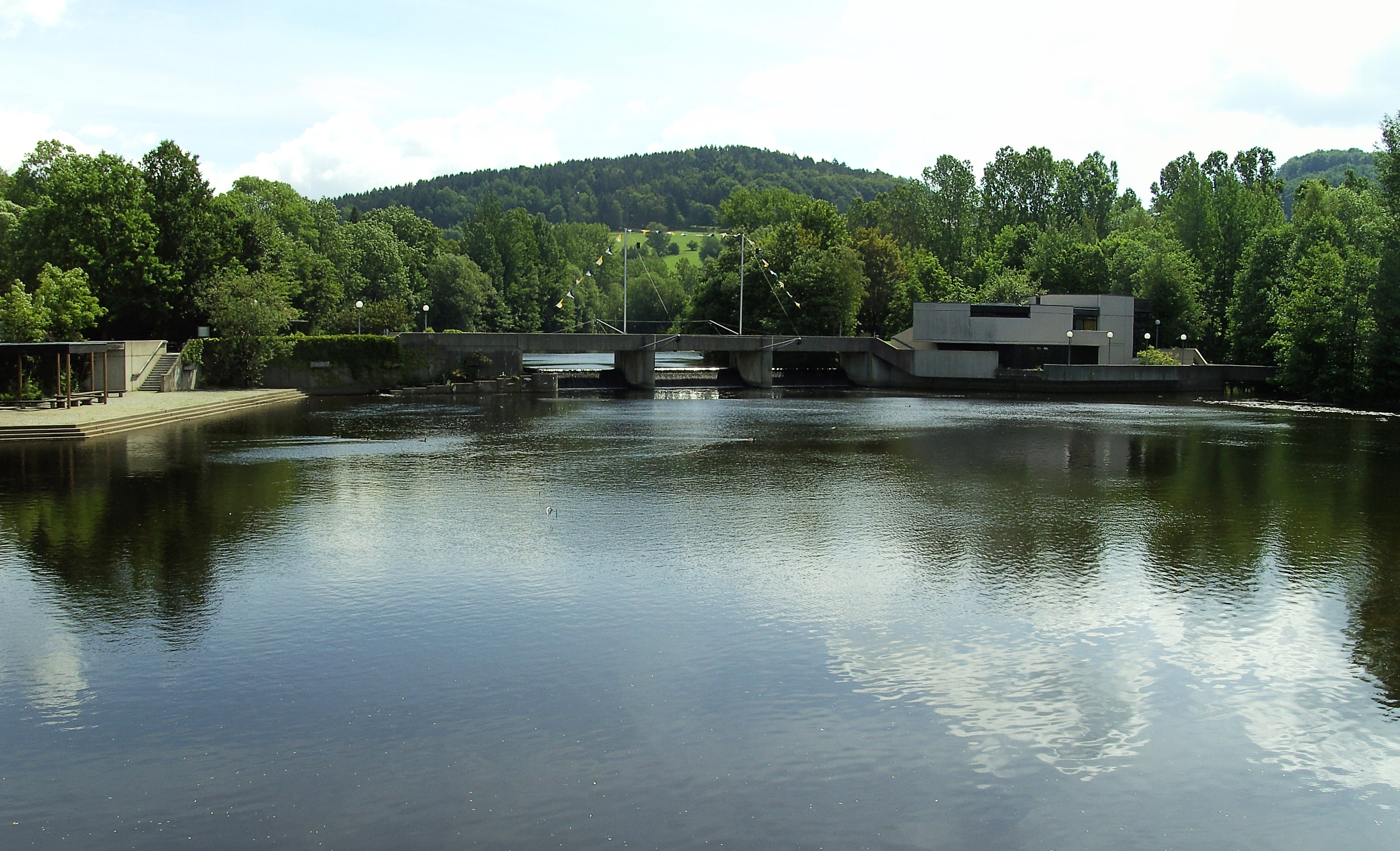
小奧厄河

小奧厄河（德語：Kleine Ohe），是德國的河流，位於該國東南部，由巴伐利亞負責管轄，與大奧厄河匯流成為伊爾茨河，河道全長26.8公里，流域面積105.3平方公里。